# 텍선

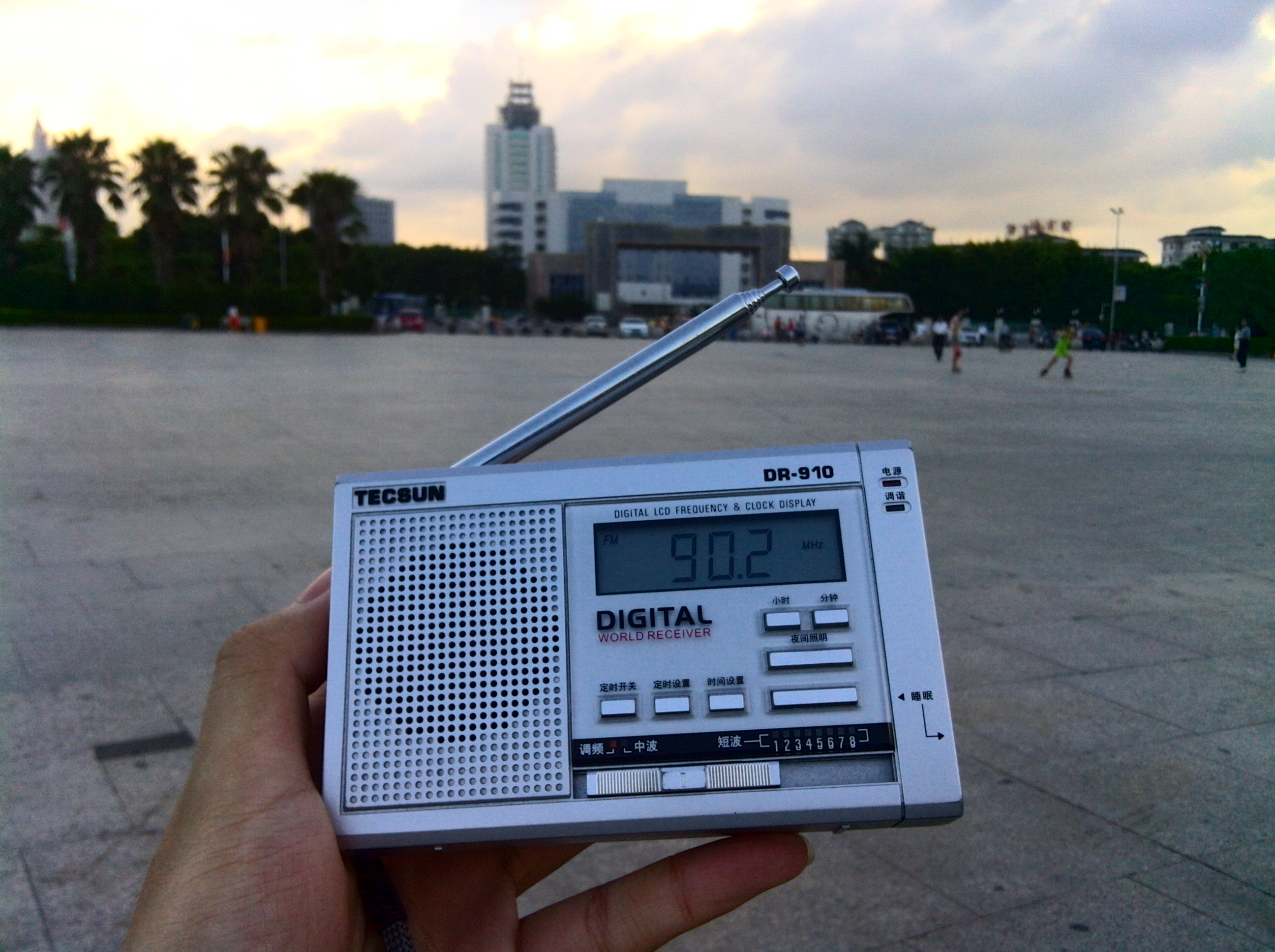
TECSUN의 휴대용 라디오 기기인 DR-910의 모습.

텍선(중국어: 德生, TECSUN)은 중국의 전자제품 제조 회사로, 본사는 광둥성 둥관시에 있다.
1994년에 리앙 웨이(梁伟)가 설립했으며, 단파방송 애호가들을 통해 브랜드가 알려져 있다.
주요 제품으로는 카세트 및 단파, AM, FM을 지원하는 라디오며, 외장 안테나도 판매한다. 일부 제품들은 미국의 이톤 전자(Etón Corporation)를 통해 생산된다.
대표적인 모델로는 PL-118, PL-310ET, PL-380, PL-660, PL-880, PL-990, S-2000, H-501 등이 있다.
대한민국에는 제품을 직접 판매하고 있지 않으나, 알리익스프레스, 아마존닷컴, 이베이 등지에서 텍선의 라디오를 구입할 수 있다.
그리고 일본의 아이와(AIWA)에 OEM으로 라디오 기기를 따로 발주하고 있다.